# Crowning of Atlantis
Crowning of Atlantis osmi je studijski album švedskog sastava Therion. Diskografska kuća Nuclear Blast objavila ga je 7. lipnja 1999.

## O albumu
Christofer Johnsson, vođa sastava, izjavio je da je Crowning of Atlantis isprva trebao biti EP (bez obrade Manowarove pjesme „Thor (The Powerhead)” i koncertnih snimki), ali da ga je diskografska kuća potaknula da na nj uvrsti i te pjesme jer je željela objaviti studijski album.
Pjesmu „Mark of Cain” u početku je namjeravao objaviti na prethodnome albumu Vovin, no naposljetku je odustao od toga jer nije bio zadovoljan snimkama vokalnih i gitarskih dionica; naknadno ju je ponovno snimio i odlučio uvrstiti na ovaj uradak. Slično je postupio s pjesmom „From the Dionysian Days”, koju je također napisao tijekom rada na Vovinu, no nije ju uvrstio na taj uradak jer se „nije slagala s ostalim pjesmama”.

## Popis pjesama
Tekstovi: Thomas Karlsson, osim gdje piše drukčije, glazba: Christofer Johnsson, osim gdje piše drukčije.
| 1.    | »The Crowning of Atlantis«                             |                |                | 4:58 |
| 2.    | »Mark of Cain«                                         |                |                | 5:01 |
| 3.    | »Clavicula Nox« (remiksana inačica)                    |                |                | 8:51 |
| 4.    | »Crazy Nights« (obrada pjesme sastava Loudness)        | Minoru Niihara | Akira Takasaki | 3:42 |
| 5.    | »From the Dionysian Days«                              |                |                | 3:16 |
| 6.    | »Thor (The Powerhead)« (obrada pjesme sastava Manowar) | Joey DeMaio    | DeMaio         | 4:47 |
| 7.    | »Seawinds« (obrada pjesme sastava Accept)              | Accept         | Accept         | 4:23 |
| 8.    | »To Mega Therion« (uživo)                              |                |                | 6:38 |
| 9.    | »The Wings of the Hydra« (uživo)                       | Johnsson       |                | 3:21 |
| 10.   | »Black Sun« (uživo)                                    |                |                | 5:45 |
| 50:46 |                                                        |                |                |      |

## Recenzije
| Recenzije           | Recenzije |
| Izvor               | Ocjena    |
| ------------------- | --------- |
| AllMusic            | [ 2 ]     |
| Chronicles of Chaos | 7/10      |

Pišući za Chronicles of Chaos, Adam Wasylyk dao mu je sedam bodova od deset izjavivši da pjesme „slijede stil skladbi s [albuma] Vovin”, ali da su „blaže i sadrže manje obilježja metala”. Zaključio je da „bi se trebao svidjeti Therionovim obožavateljima”, ali da „neće privući nove obožavatelje”.
U recenziji za AllMusic Paul Huey dao mu je dvije i pol zvjezdice od njih pet napisavši da „obožavateljima potiče apetit za idući Therionov studijski album” i da je riječ o „lijepu kompletu [pjesama] za odane obožavatelje”, ali da na uratku „nema ničeg nepoznatog”.

## Zasluge
| Therion - Christofer Johnsson – gitara, klavijatura aranžmani za gudački orkestar; vokal (na 8. i 9. pjesmi); miksanje (od 8. do 10. pjesme) - Tommy Eriksson – gitara - Jan Kazda – bas-gitara, akustična gitara, dodatni aranžmani za gudački orkestar, dirigiranje zborom i orkestrom - Wolf Simon – bubnjevi (osim na pjesmi „The Crowning of Atlantis”) Ostalo osoblje - Mathias Klinkmann – tonska obrada (od 1. do 7. pjesme) - Siggi Bemm – produkcija (od 1. do 7. pjesme) - Nico – ilustracije - Theresa – ilustracije | Dodatni glazbenici - Sami Karppinen – bubnjevi (na 1., 8., 9. i 10. pjesmi) - Waldemar Sorychta – dodatna gitara; gitarska solistička dionica (na 1., 4. i 7. pjesmi) - Eileen Kupper – vokal (na pjesmi „Mark of Cain”); zborski vokal (sopran) - Angelika März – vokal (na pjesmi „Mark of Cain”); zborski vokal (sopran) - Cossima Russo – vokal (na pjesmi „Mark of Cain”) - Sarah Jezebel Deva – završna vokalna dionica (na pjesmi „Clavicula Nox”); vokal (od 7. do 10. pjesme) - Jochen Baver – vokal (bas) (na pjesmi „Clavicula Nox”); zborski vokal (bas) - Jörg Bräuker – vokal (tenor) (na pjesmi „Clavicula Nox”); zborski vokal (bas) - Ralf Scheepers – vokal (na 4. i 6. pjesmi) - Martina Hornbacher – vokal (od 7. do 10. pjesme) - Anne Tributh – zborski vokal (alt) - Heike Havshalter – violina - Petra Staltz – violina - Monika Maltek – viola - Gesa Hangen – violončelo - Kim Blomkvist – bas-gitara (od 8. do 10. pjesme) - Cinthia Acosta Vera – vokal (od 8. do 10. pjesme) |

## Ljestvice
| Ljestvica | Najviša pozicija |
| --------- | ---------------- |
| Njemačka  | 87.              |